# Jellied eels

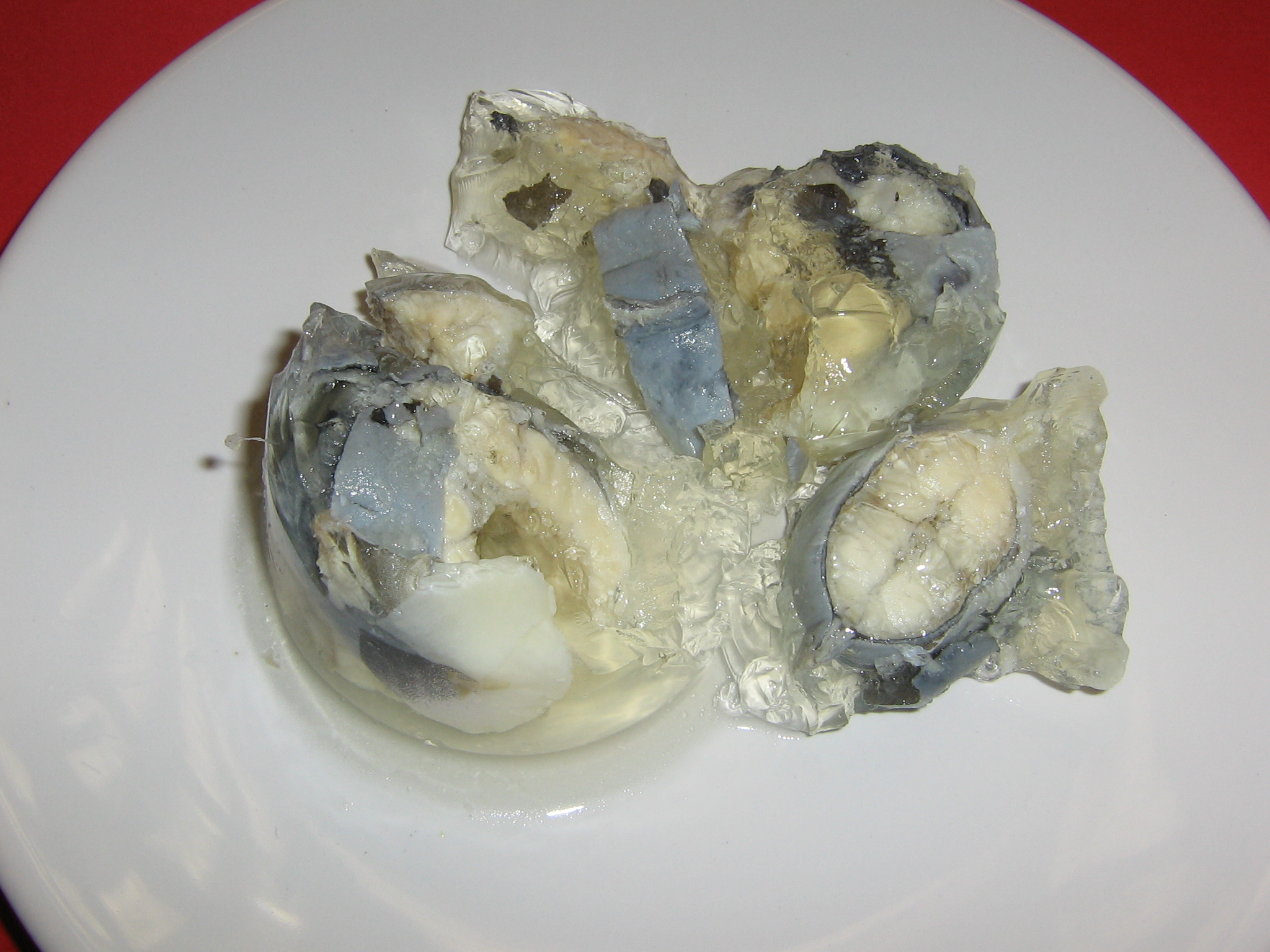
Un plato con jellied eels.

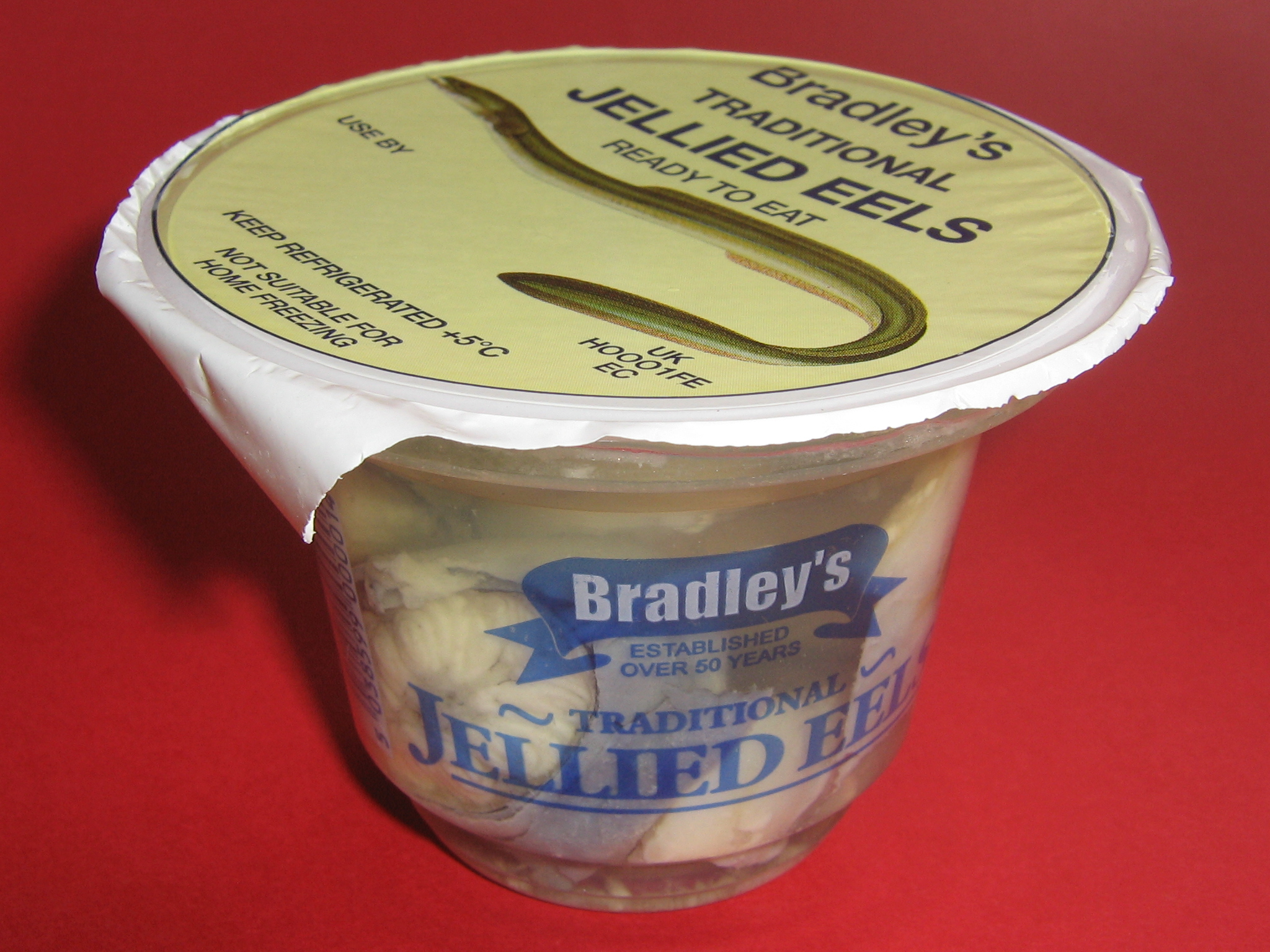
Un contenedor con jellied eels.

Las jellied eels (‘anguilas en gelatina’) es un plato inglés elaborado con anguilas cocidas durante un periodo aproximado de una hora. La presentación de este plato es gelatinosa debido a las proteínas del pescado. Se suele comer acompañado de vinagre o chili.

## Características

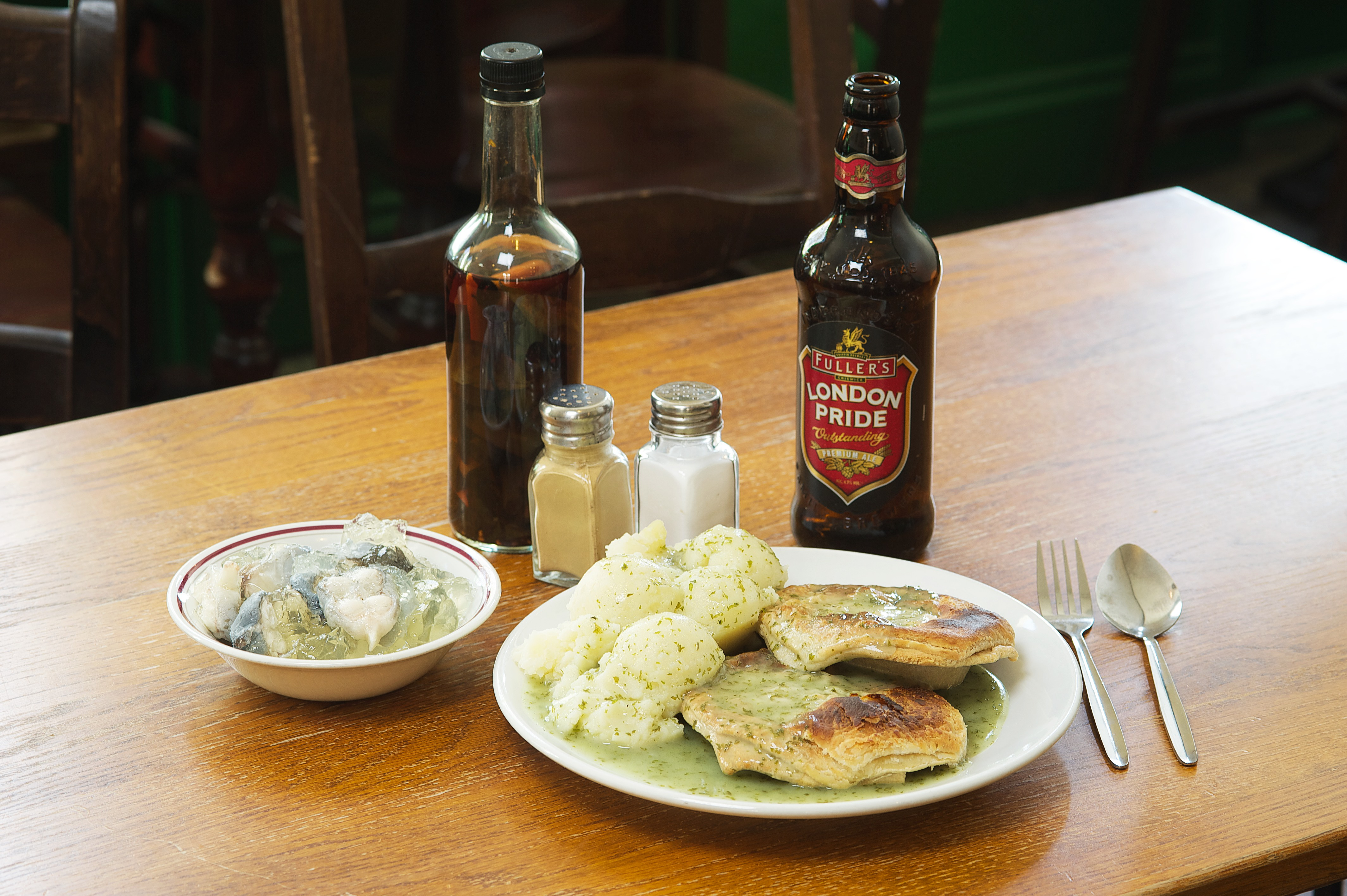
Jellied eels (a la izquierda)

El plato puede comerse fácilmente en el este de Londres como una delicia o especialidad de la zona y suele venderse en los puestos callejeros denominados pie and mash shops. No existe una zona específica donde puede ser comido en Londres, pero puede encontrarse en la zona de Brick Lane, donde hay cerca de ochenta locales diferentes que venden y sirven este plato de pescado.

## Variantes
En la cocina italiana existe un plato similar denominado simplemente Anguilla ("Anguila").